# Абакумов Віктор Семенович
Ві́ктор Семе́нович Абаку́мов (рос. Виктор Семёнович Абакумов, 11 [24] квітня 1908, м. Москва — 19 грудня 1954, м. Ленінград) — радянський державний і військовий діяч. Генерал-полковник (1945). Один з керівників каральних органів СРСР, активний організатор політичних репресій в Радянському Союзі у 1930–1940-х роках.

## Життєпис
Народився 11 (24) квітня 1908 року в родині лікарняного грубника і прачки в Москві.
Закінчив 4-класне міське училище. У 1921—1923 роках служив санітаром у 2-й Московській бригаді частин особливого призначення (ЧОП). З 1924 року — робітник, у 1925—1927 роках — пакувальник Московського союзу промислової кооперації, у 1927—1928 роках — стрілець 1-го загону військово-промислової охорони ВРНГ СРСР, у 1928—1930 роках — пакувальник складів Центросоюза.

### Адміністративна і політична кар'єра
Член ВКП (б) з 1930 року.
У 1930 році — заступник начальника адміністративного відділу торгово-посилкової контори Наркомату торгівлі РРФСР. У 1931—1932 роках — завідувач військовим відділом Замоскворецького райкому комсомолу.
В органах ОДПУ—НКВС з 1932 року. У 1934 році розкрилися порушення Абакумова, що виявилися в тому, що він використовував конспіративні квартири для зустрічей з жінками
Після приходу в НКВС Л. П. Берії, з грудня 1938 року — в. о. начальника, а в 1939—1941 роках — начальник управління НКВС по Ростовській області.
У 1941—1943 роках — заступник наркома внутрішніх справ СРСР і начальник Управління Особливих відділів НКВС СРСР. З 1943 року — Начальник Головного управління народного комісаріату оборони «СМЕРШ». У 1946—1951 роках — міністр держбезпеки СРСР.
У 1945 році присвоєно звання генерал-полковника.

### Арешт і страта
Не виявив достатньої активності в розгортанні так званої «справи лікарів», за що і був у липні 1951 року знятий з поста. Для перевірки його діяльності була сформована комісія, до складу якої увійшли Г. М. Маленков, Берія, М. Ф. Шкірятов, С. Д. Ігнатьєв. 12 липня 1951 року заарештований за звинуваченням у приховуванні «сіоністської змови» в МДБ СРСР, безпосереднім приводом для чого послужив донос М. Д. Рюміна. Під час слідства щодо Абакумова активно застосовували тортури і побиття, і незабаром він перетворився на повного інваліда. Після смерті Сталіна та арешту Берії Абакумов так і не був звільнений. 1954 року його звинувачено в підробці судових справ, зокрема «Ленінградської справи», та інших посадових злочинах, названо членом банди Берії. Суд визнав Абакумова винним у зраді Батьківщині, шкідництві, скоєнні терактів, участі в контрреволюційній діяльності та засудив до страти. Розстріляний 19 грудня 1954 року в Левашовському лісі.

## Причетність до політичних репресій
Віктор Абакумов на посаді начальника управління НКВС по Ростовській області в 1939—1941 роках керував організацією масових репресій. Іноді особисто жорстоко бив підслідних. Причетний до організації депортації народів Північного Кавказу 1944 року. На посаді міністра держбезпеки керував політичними репресіями, під його керівництвом було сфабриковано Ленінградську справу і розпочато фабрикацію справи Єврейського антифашистського комітету. Ініціатор та організатор операції «Північ», яка призвела до виселення Свідків Єгови, а також представників інших релігійних об'єднань (адвентистів-реформістів, інокентіївців, Істинно-Православної церкви) впродовж доби 1 квітня 1951 року.
Український інститут національної пам'яті включив Абакумова до списку осіб, причетних до боротьби проти незалежності України, організації голодоморів та політичних репресій, чиїми іменами названі вулиці в Україні.

## Особисте життя
У житті Абакумов любив фокстрот, футбол і шашлики, які йому привозили з ресторану «Арагві». Носив ретельно підігнані форму і модні костюми, займався тенісом, був майстром спорту з самбо.[джерело?]

## Нагороди
- три ордени Червоного Прапора (26.04.1940 «За успішне виконання завдань уряду з охорони державної безпеки», № 4697; 1944 і 29.11.1948)
- орден Суворова 1-го ступеня (31.07.1944 «За зразкове виконання особливих завдань Верховного головного командування Червоної Армії», № 216)
- орден Кутузова 1-го ступеня (21.04.1945 «За очистку тилу фронтів Червоної Армії», № 385).
- орден Суворова 2-го ступеня (8.03.1944, № 540)
- орден Червоної Зірки (1944, № 847892)
- медаль «За оборону Москви»
- медаль «За оборону Сталінграда»
- медаль «За оборону Кавказу»
- медаль «За перемогу над Німеччиною у Великій Вітчизняній війні 1941—1945 рр.»
- медаль «30 років Радянської Армії та Флоту»
- медаль «У пам'ять 800-річчя Москви»
- знак «Почесний працівник ВЧК-ОГПУ (XV)» (9.05.1938)

Відповідно до вироку суду від 19 грудня 1954 року, Указом Президії Верховної Ради СРСР від 14 листопада 1955 року позбавлений усіх нагород і військового звання.